# Albertslund Syd
Albertslund Syd er et stort boligområde i den sydlige del af Albertslund Kommune, opført i 1960'erne. Albertslund Syd er karakteriseret ved tæt lav bebyggelse i form af gårdhavehuse og rækkehuse, og en total adskillelse af hårde og bløde trafikanter. 
Kongsholmparken udgør boligområdets store rekreative grønne område. 
Boligområdet var udtryk for en nytænkning og eksperimentering i dansk byplanlægning i 1960'erne, der udførtes af Viggo Møller-Jensen fra Fællestegnestuen.